# Parastasia ferrieri
Parastasia ferrieri är en skalbaggsart som beskrevs av Nonfried 1895. Parastasia ferrieri ingår i släktet Parastasia och familjen Rutelidae.

## Underarter
Arten delas in i följande underarter:
- P. f. sakishimana
- P. f. boninensis
- P. f. ichikawai
- P. f. formosana
- P. f. tokarana